# Szlak berładzki
Szlak berładzki (również wołoski, mołdawski lub wołowy) – średniowieczny szlak handlowy, łączący miasta księstwa halickiego z terenami obecnej Mołdawii i wybrzeżem Morza Czarnego.
Prowadził z Halicza przez Kołomyję, Śniatyń, Czerniowce, Berład, Jassy do Gałacza.
Twórcą szlaku był książę halicki i berładzki Iwan Berładnik, również założyciel portu w Małym Haliczu (obecnie Gałacz).